# Ernst Häckel (General)
August Ernst Haeckel, auch Ernst Häckel, (* 5. April 1890 in Gemünden am Main; † 26. September 1967 in Sestri Levante, Italien) war ein deutscher Offizier, zuletzt Generalleutnant.

## Leben
Ernst Haeckel diente als Offizier im Ersten Weltkrieg. Nach Ende des Krieges wurde er in die Reichswehr übernommen.
In der Wehrmacht führte er als Kommandeur im Zweiten Weltkrieg von November 1940 bis April 1942 die 263. Infanterie-Division, mit welcher er u. a. in der Kesselschlacht bei Białystok und Minsk, der Kesselschlacht bei Smolensk und der Schlacht um Moskau kämpfte. Von Mai 1942 bis zur Auflösung im Mai 1943 war er Kommandeur der 158. Reserve-Division. Für diese Division beschwerte er sich, dass die Divisionsangehörigen nur zu 50 % Reichsdeutsche waren und forderte einer Gleichverteilung unter den Ersatz-Divisionen um den „Eindeutschungsprozess“ zu erleichtern. Im August 1944 übernahm er die wieder neu aufgestellte 16. Infanterie-Division, welche aus der 158. Reserve-Division hervorgegangen war. Diese führte er von der Biskaya nach Dijon zum Kampf gegen die vorrückenden US-Streitkräfte. Kurz vor Kriegsende übernahm er von Erich Denecke das Kommando über die 471. Ersatz-Division.
Haeckel lebte nach Ende des Krieges in Ansbach. Er starb unerwartet im Herbst 1967 während einer Reise in der Nähe von Genua in Italien. Seine letzte Ruhestätte fand er auf dem Stadtfriedhof in Ansbach.

## Werke
Nach Kriegsende fertigte er militärische Studien für die US-Amerikaner an, welche in der NARA verfügbar sind:
- Der Feldzug im Rheinland 15.9 – Anf. Dez. 44. MS B-452[8]
- 16th Infantry Division (June – September 13, 1944). MS B-245[9]

## Auszeichnungen
- Eisernes Kreuz (1914) II. und I. Klasse
- Spange zum Eisernen Kreuz II. Klasse (1939) und I. Klasse (1939)
- Deutsches Kreuz in Gold[10]
- Ritterkreuz des Eisernen Kreuzes am 28. Oktober 1944[11][12]